# Eloeophila vernata
Eloeophila vernata là một loài ruồi trong họ Limoniidae. Chúng phân bố ở miền Tân bắc.